# Cromartyshire

Lage der Grafschaft in Schottland

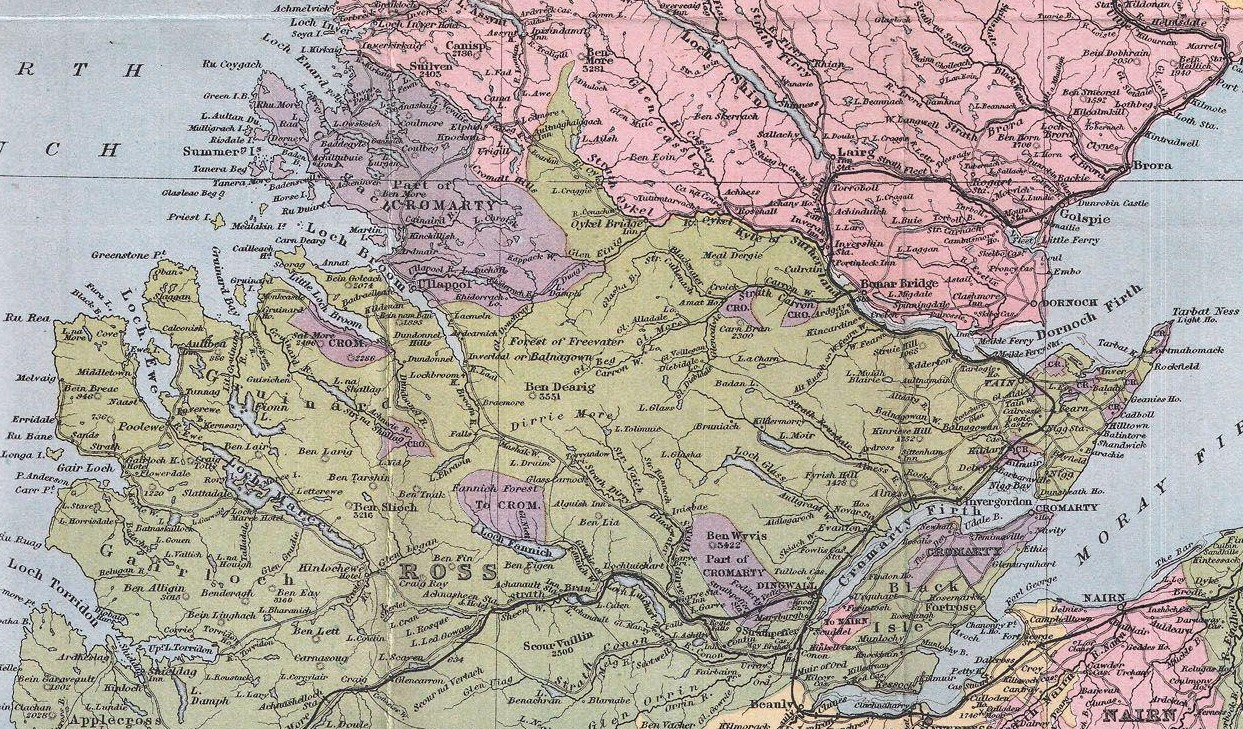
Karte von Nordschottland aus dem Jahr 1892, Cromartyshire in lila

Cromartyshire (Schottisch-Gälisch: Siorrachd Chromba) war eine Grafschaft in den Highlands von Schottland, die sich durch eine starke geographische Zersplitterung auszeichnete.
Cromartyshire entstand auf Betreiben von George Mackenzie, dessen Vorfahren die zugehörigen Ländereien erworben hatten. Den Kern der Grafschaft bildete das Gebiet um den Ort Cromarty im Norden der Halbinsel Black Isle. Hinzu kamen eine Reihe von Enklaven innerhalb der Grafschaft Ross-shire, vor allem die Distrikte um Ullapool und Little Loch Broom an der Küste des Minch sowie das Gebiet des Ben Wyvis und ein Streifen nördlich von Loch Fannich mit der Berggruppe der Fannichs. Insgesamt umfasste die Grafschaft ein Gebiet von zusammen 1053 km².
Durch den Local Government Act 1889 wurden beide Grafschaften zu Ross and Cromarty zusammengefasst. Bei einer erneuten Reform 1975 ging das Gebiet Ross and Cromarty in der Region Highland und der heutigen Council Area Highland auf. Hauptstadt und einziges Burgh in Cromartyshire war Cromarty.
Nach dieser Grafschaft wurde der 1879 gebaute Frachtsegler Cromartyshire (1554 BRT) der Shire Line (London) benannt, der 1898 den Untergang der La Bourgogne verursachte.